# Kitty Cone
Pour les articles homonymes, voir Cone.
Kitty Cone, née le 7 avril 1944 et morte le 21 mars 2015, est une militante lesbienne américaine pour les droits des personnes handicapées atteinte d'une dystrophie musculaire. Elle s'installe en 1972 dans la région de San Francisco et s'investit pour les droits des personnes handicapées à partir de 1974.

## Biographie
Curtis Seldon Cone (Kitty) naît le 7 avril 1944 à Champaign en Illinois. Sa famille déménage en Floride lorsque son père revient de la Seconde Guerre mondiale. Son père travaille comme avocat pendant leur séjour en Floride, puis rejoint l'armée à nouveau et déménage la famille en Géorgie. 
On lui diagnostique à tort une paralysie cérébrale, vers l'âge de quinze ans, pour laquelle elle reçoit un traitement en Géorgie. Sa famille déménage au Maryland et elle est prise en charge et opérée au Walter Reed Army Medical Center. Le diagnostic étant erroné, ces interventions aggravent son état de santé.
Elle retourne avec sa mère à Champaign pendant le déploiement de son père au Japon. Des médecins lui diagnostiquent la polio, invalidant l'hypothèse de paralysie cérébrale. Sa famille déménage ensuite dans le Kentucky, où elle rejoint une école ségréguée racialement. C'est là qu'elle commence à s'impliquer dans des activités civiques.
Elle étudie à l'Université de l'Illinois à Urbana-Champaign, et commence à utiliser un fauteuil roulant sur le campus. Elle s'implique dans le cheerleading et le Sénat étudiant. Elle est interviewée par Roger Ebert, qui à l'époque était rédacteur en chef du Daily Illini pour sa candidature aux électtions[Quoi ?] du Sénat étudiant. À la fin de sa première année d'université, sa mère meurt subitement d'un cancer, qui avait été caché à Kitty et avait été initialement mal diagnostiqué. Elle termine le semestre, puis retourne habiter avec sa famille pour aider son petit frère. 
Elle s'implique avec la NAACP dans le mouvement des droits civiques durant sa deuxième année d'université. Elle s'affaiblit fortement. Pendant ses études universitaires, il lui est conseillé, ainsi qu'à d'autres étudiants handicapés, de ne pas demander ou d'accepter l'aide d'autres étudiants, afin de ne pas paraître faible ou inapte à l'emploi. Cone quitte l'université peu avant d'obtenir son diplôme. 
Elle meurt en 2015 à Berkeley d'un cancer du pancréas.
En 2020, elle apparaît dans le documentaire Crip Camp.

### Vie privée
Cone n'a pas pu épouser sa partenaire, Kathy Martinez, en raison de restrictions légales sur le mariage gay. En 1981, elle déménage au Mexique avec sa compagne et adopte son fils Jorge,,. Elle était alcoolique et a cessé de boire dans les années 1970. 

### Militantisme
Pendant son séjour à l'Université de l'Illinois à Urbana-Champaign, Cone participe au mouvement contre la guerre du Vietnam, pour les droits civiques et contre la pauvreté.
Au printemps 1967, Cone déménage à New York et poursuit ses efforts anti-militaristes.
Après de courts séjours à Chicago et à Atlanta, Cone déménage à Oakland, en Californie en 1974 et s'implique dans le Center for Independent Living. Elle demande alors à Ed Roberts de les rejoindre. Cone ayant de l'expérience dans l'organisation politique, elle y est employée pour faire du lobbying en matière de santé et de bien-être, organisant des efforts politiques locaux, étatiques et nationaux et travaille sur les barrières architecturales et de transport à l'accès. Elle organise une coalition et commence à faire installer des rampes et des trottoirs à Oakland. 
Cone organise et participe au 504 sit-in (en), visant à convaincre le secrétaire à la Santé, Joseph Califano, de signer la section 504 de la loi de 1973 sur la réadaptation (en), qui était la première protection fédérale des droits des personnes handicapées aux États-Unis. Des manifestations prennent place dans dix villes américaines le 5 avril 1977, y compris le début du 504 Sit-in au bureau de San Francisco du ministère. Ce sit-in, dirigé par Judith Heumann et Cone dura jusqu'au 4 mai 1977, pour un total de 28 jours, avec plus de 150 personnes refusant de partir. Il s'agit du plus long sit-in dans un édifice fédéral à ce jour. Joseph Califano plie le 28 avril 1977,,,,.
Cone se concentre ensuite sur l'accessibilité des transports. Elle poursuit la mise en œuvre de l'article 504 en protestant au San Francisco Transbay Terminal en 1978, en organisant la Journée des droits des personnes handicapées en octobre 1979 à San Francisco et en faisant du lobbying à Washington[Lequel ?] contre l'amendement de Cleveland, qui aurait permis aux agences locales de fournir des services de transport adapté plutôt que de créer des systèmes de transport public accessibles.  
En 1984, elle commence à travailler au World Institute on Disability, où elle fait des recherches sur les programmes internationaux d'assistance aux soins personnels.  Elle fait partie des 500 participants à une manifestation à l'hôtel de ville de San Francisco le 27 septembre 1987, alors qu'une conférence sur les transports en commun se tenait au Moscone Convention Center. En 1990, elle commence à travailler pour le service de référence aux avocats du Disability Rights Education and Defence Fund (DREDF) et en 1993, elle y devient la directrice du développement. 
Elle prend sa retraite en 1999 mais reste impliquée dans la DREDF.